# Freguesias administrativas de Gotemburgo

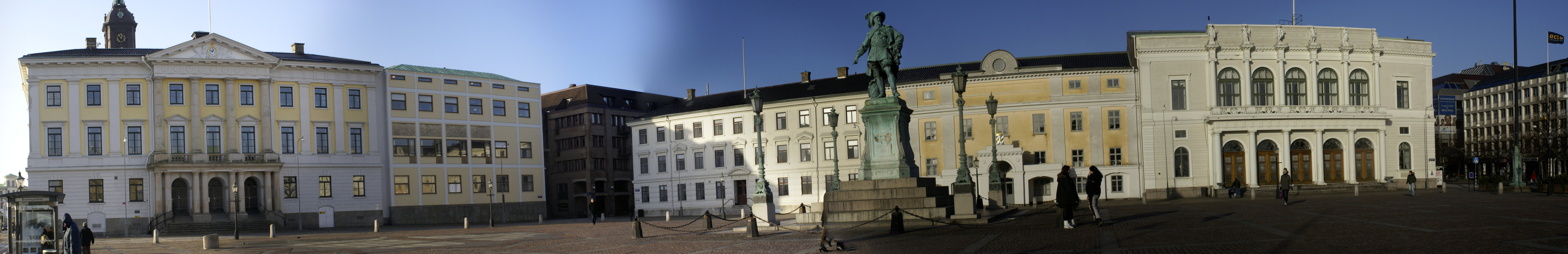
A Praça Gustaf Adolfs torg - o centro político e administrativo de Gotemburgo

A cidade de Gotemburgo esteve dividida em divisões menores chamadas freguesias administrativas (stadsdelsnämndsområde - SDN). Inicialmente, no ano de 1989, havia 21 freguesias. Em 2011 o seu número foi reduzido a 10.

Cada freguesia administrativa era governada por uma junta de freguesia (stadsdelsnämnd), um órgão executivo designado pelo Município de Gotemburgo (Göteborgs Stad).

As juntas de freguesia eram responsáveis pelo serviço local nas seguintes áreas:

- Escola e pré-escola
- Bibliotecas públicas locais
- Atividades culturais
- Instituições e cuidados da terceira idade
- Apoio social a indivíduos e a famílias
- Atividades dos tempos livres
- Apoio a deficientes físicos e mentais
- Apoio médico ao domicílio

A organização da cidade em "freguesias administrativas" foi abolida em 2021, tendo as suas funções sido centralizadas em 6 "administrações municipais" (fackförvaltningar).

Voltaram a ser centralizados os sectores das escolas e pré-escolas, dos apoios sociais, das instituições da terceira idade e dos serviços de apoio ao domicílio, entre outros. 

## As freguesias administrativas de Gotemburgo

### 1989-2010
| - SDN Askim - SDN Backa - SDN Bergsjön - SDN Biskopsgården - SDN Centrum - SDN Frölunda - SDN Gunnared | - SDN Härlanda - SDN Högsbo - SDN Kortedala - SDN Kärra-Rödbo - SDN Linnéstaden - SDN Lundby - SDN Lärjedalen | - SDN Majorna - SDN Södra Skärgården - SDN Torslanda - SDN Tuve-Säve - SDN Tynnered - SDN Älvsborg - SDN Örgryte |

### 2011-2020

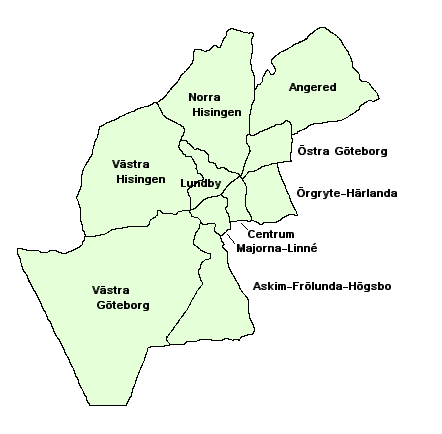
As freguesias administrativas de Gotemburgo desde 2011.

No dia 1 de janeiro de 2011 entrou em vigor a nova divisão administrativa da cidade de Gotemburgo.
De acordo com a decisão municipal de 28 de janeiro de 2010, as anteriores 20 freguesias administrativas foram reduzidas a 10 novas freguesias.

- SDN Norra Hisingen - substituindo Backa, Kärra-Rödbo e Tuve-Säve
- SDN Angered - substituindo Gunnared e Lärjedalen
- SDN Östra Göteborg - substituindo Bergsjön e Kortedala
- SDN Västra Hisingen - substituindo Biskopsgården e Torslanda
- SDN Lundby
- SDN Majorna-Linné - substituindo Linnéstaden e Majorna
- SDN Centrum
- SDN Örgryte-Härlanda - substituindo Örgryte e Härlanda
- SDN Västra Göteborg - substituindo Södra Skärgården, Tynnered e Älvsborg
- SDN Askim-Frölunda-Högsbo - substituindo Askim e Frölunda-Högsbo

## Abolição das freguesias administrativas
Em 21 de novembro de 2019, a câmara legislativa de Gotemburgo (kommunfullmäktige) decidiu abolir as atuais freguesias administrativas a partir de 1 de janeiro de 2021.